# Egipto en los Juegos Olímpicos de Río de Janeiro 2016
Egipto estuvo representado en los Juegos Olímpicos de Río de Janeiro 2016 por un total de 121 deportistas, 84 hombres y 37 mujeres, que compitieron en 23 deportes.
El portador de la bandera en la ceremonia de apertura fue el jugador de balonmano Ahmed El-Ahmar.

## Medallistas
El equipo olímpico egipcio obtuvo las siguientes medallas:
| Nombre         | Deporte      | Competición |
| -------------- | ------------ | ----------- |
| Oro            |              |             |
| —              |              |             |
| Plata          |              |             |
| Mohamed Mahmud | Halterofilia | 77 kg M     |
| Bronce         |              |             |
| Sara Ahmed     | Halterofilia | 69 kg F     |
| Hedaya Malak   | Taekwondo    | –57 kg M    |